# Epeorus pleuralis
Epeorus pleuralis je druh jepice z čeledi Heptageniidae. Žije v Severní Americe. E. pleuralis preferuje čisté, rychle tekoucí potoky a řeky s kamenitým dnem, kde se nymfy přichycují k substrátu. Nymfy mají zploštělé tělo přizpůsobené k živou v rychle tekoucích vodách. Mají pouze dva ocasní štěty, což je odlišuje od mnoha jiných druhů jepic. Dospělci mají tmavě šedá až olivově zbarvená těla s průhlednými křídly. Líhnou se na jaře, často při teplotách vody okolo 10 °C. Dospělci mají krátkou životnost, během níž se páří a kladou vajíčka zpět do vody. Jako první tento druh popsal Banks v roce 1910.